# 柴涧墓地
柴涧墓地位于中国山西省芮城县古魏镇柴涧村涧西自然村北。

## 保护
2021年8月4日，柴涧墓地公布为第六批山西省文物保护单位，古墓葬类，年代为西周，编号6-40。	